# Scelolophia amechana
Scelolophia amechana är en fjärilsart som beskrevs av Dyar 1913. Scelolophia amechana ingår i släktet Scelolophia och familjen mätare. Inga underarter finns listade.